# Prix Henri Levesque
Prix Henri Levesque är ett travlopp för 5-åriga varmblod som tjänat minst 54 000 euro. Loppet kördes första gången 1981, och körs därefter varje år i april på Vincennesbanan i Paris. Det är ett Grupp 2-lopp, det vill säga ett lopp av näst högsta internationella klass. Loppet körs över 2 700 meter med fransk voltstart. Förstapris är 54 000 euro. Loppet körs som en hyllning till den franske travprofilen Henri Levesque.

## Vinnare
| År   | Häst               | Efter              | Kusk                  | Tränare                 | Tid    |
| ---- | ------------------ | ------------------ | --------------------- | ----------------------- | ------ |
| 2025 | Kana de Beylev     | Express Jet        | Benjamin Rochard      | William Bigeon          | 1.12,9 |
| 2024 | Jewelcandle Fac    | Prodigious         | Damien Bonne          | Damien Bonne            | 1.13,0 |
| 2023 | Iroise de La Noé   | Tornado Bello      | Thomas Levesque       | Thomas Levesque         | 1.11,7 |
| 2022 | Happy Valley       | Royal Dream        | Jean-Philippe Dubois  | Philippe Moulin         | 1.13,8 |
| 2021 | Gu d'Héripré       | Coktail Jet        | Franck Nivard         | Philippe Billard        | 1.11,8 |
| 2020 | Go For The Gold    | Ready Cash         | Clément Duvaldestin   | Thierry Duvaldestin     | 1.15,8 |
| 2019 | Ènino du Pommereux | Coktail Jet        | Matthieu Abrivard     | Sylvain Roger           | 1.11,0 |
| 2018 | Délia du Pommereux | Niky               | Sylvain Roger         | Sylvain Roger           | 1'11"6 |
| 2017 | Carat Williams     | Prodigious         | David Thomain         | Sébastien Guarato       | 1'10"8 |
| 2016 | Baltic Charm       | Password           | Éric Raffin           | Sébastien Guarato       | 1'11"  |
| 2015 | Amiral Sacha       | Ganymède           | Gabriele Gelormini    | Florent Lamare          | 1'11"1 |
| 2014 | Voltigeur de Myrt  | Opus Viervil       | Éric Raffin           | Roberto Donati          | 1'11"5 |
| 2013 | Univers de Pan     | Kenya du Pont      | Philippe Daugeard     | Philippe Daugeard       | 1'11"2 |
| 2012 | Tornade du Rib     | Ganymède           | David Thomain         | Joël Hallais            | 1'11"7 |
| 2011 | Sun Céravin        | Mon Premier Céhère | Franck Nivard         | Vincent Renault         | 1'12"  |
| 2010 | Rocklyn            | Love You           | Julien Dubois         | Philippe Moulin         | 1'12"1 |
| 2009 | Quaker Jet         | Love You           | Pierre Vercruysse     | Jean-Étienne Dubois     | 1'10"9 |
| 2008 | Pim Quick          | Jasmin de Flore    | Michel Lenoir         | Michel Lenoir           | 1'13"1 |
| 2007 | Offshore Dream     | Rêve d'Udon        | Pierre Levesque       | Pierre Levesque         | 1'14"3 |
| 2006 | Neutron du Cebe    | Chaillot           | Jules Lepennetier     | Jules Lepennetier       | 1'11"8 |
| 2005 | Mage de la Merite  | Echo               | Pierre Levesque       | Patrick Orrière         | 1'13"5 |
| 2004 | Love You           | Coktail Jet        | Jean-Pierre Dubois    | Jean-Pierre Dubois      | 1'13"6 |
| 2003 | Kiwi               | Coktail Jet        | Jos Verbeeck          | Fabrice Souloy          | 1'13"2 |
| 2002 | Jézabelle des Bois | Battling Joe       | Jean-Michel Bazire    | Jean-Michel Bazire      | 1'13"7 |
| 2001 | Insert Gédé        | Jet du Vivier      | Yves Dreux            | Jean-Luc Bigeon         | 1'12"6 |
| 2000 | Hermès de Péricard | Workaholic         | Alain Laurent         | Alain Laurent           | 1'14"3 |
| 1999 | Giant Cat          | Quito de Talonay   | Nicolas Roussel       | Nicolas Roussel         | 1'16"2 |
| 1998 | Fière Lady         | Quiton             | Jos Verbeeck          | Laurent-Claude Abrivard | 1'15"9 |
| 1997 | Echo               | Qlorest du Vivier  | Jean-Étienne Dubois   | Jean-Étienne Dubois     | 1'15"1 |
| 1996 | Défi d'Aunou       | Armbro Goal        | Jean-Étienne Dubois   | Jean-Étienne Dubois     | 1'19"6 |
| 1995 | Coktail Jet        | Quouky Williams    | Jean-Étienne Dubois   | Jean-Étienne Dubois     | 1'16"7 |
| 1994 | Bahama             | Quito de Talonay   | Jean-Pierre Dubois    | Jean-Pierre Dubois      | 1'15"9 |
| 1993 | Arnaqueur          | Fakir du Vivier    | Karim Hawas           | Ali Hawas               | 1'16"  |
| 1992 | Vizir Pont Vautier | Manay Port         | Jean-Philippe Dubois  | Jean-Philippe Dubois    | 1'16"7 |
| 1991 | Uzo Charmeur       | Moktar             | Paul Viel             | Paul Viel               | 1'16"5 |
| 1990 | Ténor de Baune     | Le Loir            | Jean-Baptiste Bossuet | Jean-Baptiste Bossuet   | 1'15"7 |
| 1989 | Sancho Pança       | Chambon P          | Joël Hallais          | Joël Hallais            | 1'17"1 |
| 1988 | Rainbow Runner     | Fakir du Vivier    | Jean-Philippe Dubois  | Jean-Pierre Dubois      | 1'17"1 |
| 1987 | Quartz             | Granit             | Jean-Claude Hallais   | Jean-Claude Hallais     | 1'17"6 |
| 1986 | Potin d'Amour      | Chambon P          | Jan Kruithof          | Jan Kruithof            | 1'18"  |
| 1985 | Ourasi             | Greyhound          | Jean-René Gougeon     | Jean-René Gougeon       | 1'17"7 |
| 1984 | Noble Atout        | Ura                | Jan Kruithof          | Jan Kruithof            | 1'19"2 |
| 1983 | Minou du Donjon    | Quioco             | Michel Roussel        | Jean-Lou Peupion        | 1'17"9 |
| 1982 | L'Alezan           | Apaty              | Michel Lenoir         | René Veslard            | 1'16"4 |
| 1981 | Kisin              | Vallenay           | Léopold Verroken      | Léopold Verroken        | 1'19"3 |